# Дюранс
Дюра́нс (фр. Durance, лат. Druentia) — річка на південному сході Франції. Дюранс бере свій початок у Верхніх Альпах поблизу гори Шенає на кордоні з Італією і впадає в Рону за декілька кілометрів на південь від Авіньйону в департаменті Воклюз. Крім Верхніх Альп і Воклюза, Дюранс протікає також по департаменту Альпи Верхнього Провансу. Основні міста, які стоять на Дюрансі, — це Бріансон, Амбрен, Сістерон, Маноск, Кавайон. Найзначніші притоки - Юбей, Блеон, Вердон, Калавон, Жаброн і Гіль. Довжина річки - 323,8 км  Середня витрата води — 100 м³/с. 
Аж до XIX століття Дюранс був відомий своєю непостійністю. Часті зміни ширини річища та течії річки, особливо після розливів, утруднювали навігацію навіть попри відносно невелику повноводість. Річка використовувалася для сплаву лісу з Альп до суднобудівних верфей на середземноморському узбережжі. Міст через Дюранс, споруджений в Середньовіччя в місті Сістерон, до середини XIX століття залишався єдиною постійною переправою. Річка мала також значну мережу іригаційних каналів. Від неї бере початок Прованський канал, що забезпечує водою міську агломерацію Марселя.
Будівництво численних гідротехнічних споруд на Дюрансі у XX столітті повністю змінило вигляд річки. Велика частина водостоку була відведена в канали, річище річки стабілізувалося. Штучні водосховища (Сер-Понсон Сен-Крій та ін.) дозволяють здійснювати стійке зрошення навіть в самі посушливі роки, а також приваблюють численних туристів. На річці збудовано цілий каскад ГЕС (ГЕС Le largue/Manosque, ГЕС Сент-Тюль, ГЕС Beaumont, ГЕС Жук, ГЕС Сент-Естев, ГЕС Мальмор, ГЕС Салон, ГЕС Сен-Шама), керування якими здійснюється з ГЕС Сент-Тюль.
Раніше, через сильні розливи, річка вважалася однією з проблем Провансу :
 ... містраль - один з трьох бичів Провансу, двома іншими, як відомо, або як, може бути, невідомо, вважалися Дюранс і парламент. 